# Luca Bigazzi
Luca Bigazzi (nascut el 9 de desembre de 1958) és un director de fotografia italià. Ha guanyat set premis David di Donatello a la millor fotografia i ha rebut catorze nominacions, fet que el converteix en l'artista més premiat en aquesta categoria. És el primer director de fotografia italià a ser nominat per al Premi Primetime Emmy a la categoria Cinematografia destacada per a una sèrie limitada o pel·lícula, per a la categoria 2016. sèrie The Young Pope de Paolo Sorrentino. Ha treballat amb directors com Silvio Soldini, Mario Martone, Felice Farina, Gianni Amelio, Francesca Archibugi, Michele Placido, Abbas Kiarostami, i Paolo Sorrentino.

## Carrera
Bigazzi va començar a treballar en l'àmbit publicitari l'any 1977 com a ajudant de direcció, i al mateix temps va conrear la seva passió per la fotografia. Va passar a treballar al cinema el 1983, i el seu debut com a director de fotografia va ser a la pel·lícula d'aquell any de Silvio Soldini Paesaggio con figure, que es va projectar al Festival Internacional de Cinema de Locarno. A poc a poc, Bigazzi es va dedicar cada cop més al cinema, abandonant el camp de la publicitat. La seva associació amb Soldini continuaria en moltes altres pel·lícules, i va guanyar el seu segon premi David di Donatello per Pane e tulipani de l'any 2000. El 1994, va treballar amb Gianni Amelio a Lamerica, que li va valdre el seu primer David di Donatello així com un Nastro d'Argento. El 1998 va guanyar el Premi a la millor fotografia al XXXI Festival Internacional de Cinema Fantàstic de Catalunya per Totò che visse due volte. El 1999, va ser guardonat amb el premi Osella d'oro a Venècia per Così ridevano d'Amelio i L'albero delle pere de Francesca Archibugi. També ha col·laborat amb Mario Martone, Giuseppe Piccioni i Ciprì e Maresco.
Bigazzi va seguir els seus primers èxits amb el treball a les pel·lícules de Paolo Sorrentino, començant per Le conseguenze dell'amore, per la qual va guanyar el Nastro d'Argento el 2005, després L'amico di famiglia (2006), Il divo (2008), Un lloc per quedar-s'hi (2011), pel qual va guanyar un David di Donatello el 2012, La grande bellezza, guanyador del Oscar a la millor pel·lícula de parla no anglesa el 2014, i finalment ' 'Youth, que va guanyar la millor pel·lícula als Premis del Cinema Europeu el 2015.
Bigazzi va col·laborar amb Francesca Comencini el 2001 a Le parole di mio padre i de nou el 2002 en la creació del documental Carlo Giuliani, ragazzo, que fou projectat fora de competició al 55è Festival Internacional de Cinema de Canes aquell mateix any. La pel·lícula aborda la mort de Carlo Giuliani, que va ser assassinat a Gènova per un agent de policia durant la manifestacions contra el G8 el 2001.

## Filmografia
- Paesaggio con figure, dirigida per Silvio Soldini (1983)
- Giulia in ottobre, dirigida per Silvio Soldini (1984)
- Cuore in gola, dirigida per Stefania Casini (1988)
- Antonio e Cleo, dirigida per Silvio Soldini, i Sarabanda finale, dirigida per Daniele Segre, episodi del film Provvisorio quasi d'amore (1988)
- L'aria serena dell'ovest, dirigida per Silvio Soldini (1990)
- Morte di un matematico napoletano, dirigida per Mario Martone (1991)
- Ultimo respiro, dirigida per Felice Farina (1992)
- Manila Paloma Blanca, dirigida per Daniele Segre (1992)
- Nero, dirigida per Giancarlo Soldi (1992)
- Un'anima divisa in due, dirigida per Silvio Soldini (1993)
- Miracoli. Storie per corti, dirigida per Silvio Soldini (1994)
- Lamerica, dirigida per Gianni Amelio (1995)
- Lo zio di Brooklyn, dirigida per Ciprì e Maresco (1995)
- L'amore molesto, dirigida per Mario Martone (1995)
- Un eroe borghese, dirigida per Michele Placido (1995)
- Luna e l'altra, dirigida per Maurizio Nichetti (1996)
- Correre contro, dirigida per Antonio Tibaldi (1996)
- I vesuviani, dirigida per Pappi Corsicato (1997)
- Testimone a rischio, dirigida per Pasquale Pozzessere (1997)
- Le acrobate, dirigida per Silvio Soldini (1997)
- Così ridevano, dirigida per Gianni Amelio (1998)
- Totò che visse due volte, dirigida per Ciprì e Maresco (1998)
- Fuori dal mondo, dirigida per Giuseppe Piccioni (1998)
- L'albero delle pere, dirigida per Francesca Archibugi (1998)
- Pane e tulipani, dirigida per Silvio Soldini (1999)
- Tipota, dirigida per Fabrizio Bentivoglio (1999)
- Preferisco il rumore del mare, dirigida per Mimmo Calopresti (1999)
- Questo è il giardino, dirigida per Davide Maderna (1999)
- Domani, dirigida per Francesca Archibugi (2001)
- Le parole di mio padre, dirigida per Francesca Comencini (2001)
- Brucio nel vento, dirigida per Silvio Soldini (2002)
- Un viaggio chiamato amore, dirigida per Michele Placido (2002)
- Le conseguenze dell'amore, dirigida per Paolo Sorrentino (2004)
- Le chiavi di casa, dirigida per Gianni Amelio (2004)
- L'amore ritrovato, dirigida per Carlo Mazzacurati (2004)
- Mi piace lavorare (Mobbing), dirigida per Francesca Comencini (2004)
- Ovunque sei, dirigida per Michele Placido (2004)
- Novel·la criminal, dirigida per Michele Placido (2005)
- La guerra di Mario, dirigida per Antonio Capuano (2005)
- A casa nostra, dirigida per Francesca Comencini (2006)
- La stella che non c'è, dirigida per Gianni Amelio (2006)
- L'amico di famiglia, dirigida per Paolo Sorrentino (2006)
- La giusta distanza, dirigida per Carlo Mazzacurati (2007)
- L'ora di punta, dirigida per Vincenzo Marra (2007)
- Il divo, dirigida per Paolo Sorrentino (2008)
- Fuga dal call center, dirigida per Federico Rizzo (2008)
- Giulia non esce la sera, dirigida per Giuseppe Piccioni (2009)
- Magari le cose cambiano, dirigida per Andrea Segre (2009)
- Lo spazio bianco, dirigida per Francesca Comencini (2009)
- Copia conforme, dirigida per Abbas Kiarostami (2010)
- La passione, dirigida per Carlo Mazzacurati (2010)
- Il gioiellino, dirigida per Andrea Molaioli (2011)
- Un lloc per quedar-s'hi, dirigida per Paolo Sorrentino (2011)
- Io sono Li, dirigida per Andrea Segre (2011)
- La kryptonite nella borsa, dirigida per Ivan Cotroneo (2011)
- Medici con l'Africa, dirigida per Carlo Mazzacurati (2012)
- L'intervallo, dirigida per Leonardo Di Costanzo (2012)
- Un giorno speciale, dirigida per Francesca Comencini (2012)
- La grande bellezza, dirigida per Paolo Sorrentino (2013)
- L'intrepido, dirigida per Gianni Amelio (2013)
- La prima neve, dirigida per Andrea Segre (2013)
- Il Natale della mamma imperfetta, dirigida per Ivan Cotroneo (2013)
- La sedia della felicità, dirigida per Carlo Mazzacurati (2014)
- Nessuno siamo perfetti, dirigida per Giancarlo Soldi (2015)
- Youth, dirigida per Paolo Sorrentino (2015)
- Viva la sposa, dirigida per Ascanio Celestini (2015)
- Un bacio, dirigida per Ivan Cotroneo (2015)
- The Young Pope, dirigida per Paolo Sorrentino (2016) - Sèrie TV
- La tenerezza, dirigida per Gianni Amelio (2017)
- Sicilian Ghost Story, dirigida per Fabio Grassadonia i Antonio Piazza (2017)
- Ella & John - The Leisure Seeker, dirigida per Paolo Virzì (2017)
- Loro, dirigida per Paolo Sorrentino (2018)
- Io sono Tempesta, dirigida per Daniele Luchetti (2018)
- The New Pope, dirigida per Paolo Sorrentino (2019) - Sèrie TV
- La Compagnia del Cigno, dirigida per Ivan Cotroneo (2019) - Serie TV
- Lady Macbeth of Mtsensk, dirigida per Fanny Ardant (2019) - Òpera Lírica
- Ariaferma, dirigida per Leonardo Di Costanzo (2021)
- Siccità, dirigida per Paolo Virzì (2022)
- Il colibrì, dirigida per Francesca Archibugi (2022)
- La Storia, dirigida per Francesca Archibugi – sèrie TV (2023)
- Amusia, dirigida per Marescotti Ruspoli (2023)

## Premis i reconeixements
- Premis Primetime Emmy 2017 : candidato a millor fotografia per una miniserie o film per The Young Pope de Paolo Sorrentino
- Festival de Canes - Vulcain Prize for the Technical Artist
  - 2008: Il divo de Paolo Sorrentino
- David di Donatello a la millor fotografia
  - 1993: Candidatura Morte de un matematico napoletano de Mario Martone
  - 1994: Candidatura Un'anima divisa in due de Silvio Soldini
  - 1995: Candidatura L'amore molesto de Mario Martone
  - 1995: Lamerica de Gianni Amelio
  - 1998: Candidatura Le acrobate de Silvio Soldini
  - 1999: Candidatura Così ridevano de Gianni Amelio
  - 2000: Pane e tulipani de Silvio Soldini
  - 2002: Candidatura Brucio nel vento de Silvio Soldini
  - 2005: Le conseguenze dell'amore de Paolo Sorrentino
  - 2006: Novel·la criminal de Michele Placido
  - 2007: Candidatura L'amico de famiglia de Paolo Sorrentino
  - 2008: Candidatura La giusta distanza de Carlo Mazzacurati
  - 2009: Il divo de Paolo Sorrentino
  - 2011: Candidatura Il gioiellino de Andrea Molaioli
  - 2012: Un lloc per quedar-s'hi de Paolo Sorrentino
  - 2014: La grande bellezza de Paolo Sorrentino
  - 2016: Candidatura Youth de Paolo Sorrentino
  - 2018: Candidatura Sicilian Ghost Story de Fabio Grassadonia i Antonio Piazza
  - 2022: Candidatura Ariaferma de Leonardo de Costanzo
- Nastro d'argento a la millor fotografia
  - 1993: Candidatura Morte de un matematico napoletano de Mario Martone
  - 1995: Lamerica de Gianni Amelio
  - 1996: Candidatura L'amore molesto de Mario Martone
  - 1999: Candidatura Così ridevano de Gianni Amelio
  - 2000: Candidatura Pane e tulipani de Silvio Soldini i Questo è il giardino de Giovanni Davide Maderna
  - 2002: Brucio nel vento de Silvio Soldini
  - 2003: Candidatura Un viaggio chiamato amore de Michele Placido
  - 2005: Le chiavi de casa de Gianni Amelio, Le conseguenze dell'amore de Paolo Sorrentino, Ovunque sei de Michele Placido
  - 2006: Candidatura Novel·la criminal de Michele Placido
  - 2007: Candidatura L'amico de famiglia de Paolo Sorrentino e La stella che non c'èdi Gianni Amelio
  - 2009: Candidatura Il divo de Paolo Sorrentino
  - 2012: Un lloc per quedar-s'hi de Paolo Sorrentino
  - 2013: La grande bellezza de Paolo Sorrentino, L'intervallo de Leonardo de Costanzo e Un giorno speciale de Francesca Comencini
  - 2015: Youth de Paolo Sorrentino
  - 2017: La tenerezza de Gianni Amelio i Sicilian Ghost Story de Fabio Grassadonia e Antonio Piazza
  - 2018: Candidatura Ella & John - The Leisure Seeker (The Leisure Seeker) de Paolo Virzì i Loro de Paolo Sorrentino
  - 2022: Ariaferma de Leonardo de Costanzo
- Premi Giuseppe Rotunno (Bif&st) al millor director de fotografia
  - 2009: Il divo de Paolo Sorrentino
  - 2010: Lo spazio bianco de Francesca Comencini
  - 2012: Io sono Li de Andrea Segre, Un lloc per quedar-s'hi de Paolo Sorrentino e Il gioiellino de Andrea Molaioli
- Ciak d'oro a la millor fotografia
  - 1993: Morte de un matematico napoletano de Mario Martone[5]
  - 1993: Candidatura Nero de Giancarlo Soldi
  - 1994: Candidatura Un'anima divisa in due de Silvio Soldini
  - 1995: Lamerica de Gianni Amelio[6]
  - 1996: L'amore molesto de Mario Martone i Lo zio de Brooklyn de Daniele Ciprì e Franco Maresco[7]
  - 1999: Così ridevano de Gianni Amelio i Fuori dal mondo de Giuseppe Piccioni[6]
  - 2000: Pane e tulipani de Silvio Soldini
  - 2005: Candidatura Le conseguenze dell'amore de Paolo Sorrentino i Le chiavi de casa de Gianni Amelio
  - 2006: Candidatura Novel·la criminal de Michele Placido i Il caimano de Nanni Moretti
  - 2007: L'amico de famiglia de Paolo Sorrentino e La stella che non c'è de Gianni Amelio[8]
  - 2008: Candidatura La giusta distanza de Carlo Mazzacurati
  - 2009: Candidatura Il divo de Paolo Sorrentino
  - 2012: Un lloc per quedar-s'hi de Paolo Sorrentino, Io sono Li de Andrea Segre e La kryptonite nella borsa de Ivan Cotroneo[9]
  - 2014: La grande bellezza de Paolo Sorrentino[10]
  - 2016: Youth de Paolo Sorrentino[11]
  - 2017: Candidatura La tenerezza de Gianni Amelio
  - 2018: Sicilian Ghost Story de Fabio Grassadonia i Antonio Piazza[12]
  - 2019: Candidatura Loro de Paolo Sorrentino
- Globo d'oro a la millor fotografia
  - 1993: Candidatura Morte de un matematico napoletano de Mario Martone
  - 2002: Brucio nel vento de Silvio Soldini
  - 2006: Candidatura Novel·la criminal de Michele Placido
  - 2013: La grande bellezza de Paolo Sorrentino
  - 2014: Candidatura L'intrepido de Gianni Amelio
  - 2018: Candidatura Ella & John - The Leisure Seeker (The Leisure Seeker) de Paolo Virzì
- Festival Internacional de Cinema de Venècia
  - 1998: Premi Osella Così ridevano de Gianni Amelio i L'albero delle pere de Francesca Archibugi
  - 2019: Campari Passion for Film[13]
- Bellaria Film Festival
  - 1996: millor contribució tècnica Lo zio de Brooklyn de Ciprì e Maresco
- Festival Internacional de Cinema de Bari – millor fotografia
  - 2012: Il gioiellino de Andrea Molaioli, Un lloc per quedar-s'hi de Paolo Sorrentino i Io sono Li de Andrea Segre
- Festival de Cinema de Busto Arsizio – millor fotografia
  - 2014: La grande bellezza de Paolo Sorrentino
- Chlotrudis Awards – millor fotografia
  - 2014: Candidatura La grande bellezza de Paolo Sorrentino
- Premis del Cinema Europeu – millor fotografia
  - 2008: Candidatura Il divo de Paolo Sorrentino
- Premi Flaiano - millore fotografia
  - 2002: Brucio nel vento de Silvio Soldini
- Florida Film Critics Circle Awards - millore fotografia
  - 2015: Candidatura Youth de Paolo Sorrentino